# トレネーシャ・ビガーズ
トレネーシャ・ビガーズ（Trenesha Biggers、女性、1981年12月25日 - ）は、アメリカ合衆国のプロレスラー・モデルである。TNAノックアウトにおいてはラカカーン（Rhaka Khan）のリングネームで活動した。

## 来歴
南アイダホ大学ではバスケットボール選手だった。また、フロリダ州立大学にてバレーボール選手としてNCAA1部を経験する。
2005年、WWEディーヴァサーチにエントリーするが、25位以内に入れなかった。その後WWEとデベロップメンタル契約を結び、下部のDSWでトレーニング。The RegulatorsのマネージャーとしてDSWデビュー。続いてエンジェル・ウィリアムスと組み、クリスタル・マーシャル、トレイシー・テイラー、ミシェル・マクールと抗争を繰り広げる。
2006年5月4日、WWEデベロップメンタルから解雇。
WWE解雇後に初来日を果たし、「パンサー・クロー（Panther Claw）」の名でSUNに参戦。また、フロリダのFIPやフィラデルフィアのWEWにも参戦。WEWでは「ブラック・バーブル（Black Barbie）」を名乗った。PGWAにも「ナオミ・バンクス（Naomi Banks）」として参戦。
2008年2月10日、TNAのPPV「Against All Odds」でTNAデビュー。ピーティー・ウィリアムズを混乱に陥れ、スコット・スタイナーの勝利に貢献する。次の「Impact!」にてスタイナーからチャカ・カーンに尊敬の念をこめた「ラカカーン」として紹介された。ピーティー・ウィリアムスのマネージャーを務める。
2008年3月27日、「Impact!」にてスタイナー&ウィリアムズとのトリオでTNAリングデビュー。10月2日のODBとともにフェイスターン。バウンド・フォー・グローリーIVにてODB、Rhinoと組み、ザ・ビューティフル・ピープル&Cute Kipに勝利。
11月6日の「Impact!」にて再びヒールターンし、オーサム・コング、ライシャ・サイードと結託。
2009年10月1日、TNAから解雇。
TNA解雇後はルチャリブレUSAにて覆面レスラー「ティグレサ・カリエンテ（Tigresa Caliente）」として活動。

## 得意技
- チョークスラム
- ビッグブーツ
- STO